# Каршниці-Малі
Каршниці-Малі (пол. Karsznice Małe) — село в Польщі, у гміні Хонсно Ловицького повіту Лодзинського воєводства.
Населення — 80 осіб (2011).
У 1975-1998 роках село належало до Скерневицького воєводства.

## Демографія
Демографічна структура станом на 31 березня 2011 року:
|          | Загалом | Допрацездатний вік | Працездатний вік | Постпрацездатний вік |
| -------- | ------- | ------------------ | ---------------- | -------------------- |
| Чоловіки | 39      | 7                  | 29               | 3                    |
| Жінки    | 41      | 9                  | 24               | 8                    |
| Разом    | 80      | 16                 | 53               | 11                   |